# Erdei csillagfürt
Az erdei csillagfürt (Lupinus polyphyllus) a pillangósvirágúak (Fabaceae) családjának Faboideae alcsaládjába, a csillagfürt (Lupinus) nemzetségbe tartozó növényfaj. Észak-Amerikában őshonos (Alaszka déli részétől és Brit Columbiától keleten Albertáig és nyugat-Wyomingig, délre Utah és Kalifornia államokig), Európában kerti dísznövényként ültetik – Angliába 1826-ban, Németországba (Bajorországba) 1890-ben vitték be –, néha elvadul. Több európai országban inváziós fajként tekintik. Az amerikai kontinensen vízfolyások mellett közönséges, a nedves élőhelyeket kedveli; Európában réteken, útszéleken, mészben szegény, bolygatott talajokon fordul elő. Legfeljebb 3000 méter tszf.-ig található meg.
A binomiális név generikus részének jelentése: „farkas-”, ami ami a levelek farkaslábnyomra emlékeztető alakjára, vagy esetleg arra a téves vélekedésre utal, hogy a csillagfürtök kizsákmányolják a talaj erőforrásait. A specifikus név jelentése: „sok levelű”.

## Jellemzői
Lágy szárú, évelő, lombhullató növény, a Raunkiær-féle életforma-osztályozás szerint hemikriptofita. Felálló szára 70–150 cm magasra nő meg. Rizómáival képes az ivartalan szaporodásra. Képes megkötni a légköri nitrogént. A hosszú levélnyelű levelek jórészt tőállásúak, 9-17 lándzsás, 3–15 cm hosszú levélkéből tenyeresen összetettek, kopaszak vagy apró szőrök borítják. Hosszú, tömött, felfelé elkeskenyedő fürtvirágzatát, 1-1,5 cm hosszú hímnős, zigomorf virágok alkotják, a vad növényekben jellemzően kéktől liláig terjedő színárnyalatokban. Június-szeptember között virágzik. Nektárt nem termel, méhek és más rovarok porozzák be. A virágpor szemcsemérete 30-40 µm körüli. Termése 2,5–4 cm hosszú, fekete, szőrös hüvely, melyben 3–9 mag található. Ezermagtömege 20-21 gramm. A vad csillagfürt nyers magvai (és kisebb mértékben más részei) igen mérgezőek, magas alkaloidtartalmuk (keserűanyagok: kinolizidin, lupinin) miatt. Elsősorban a legelő állatok (kecskék, lovak) mérgezése jellemző. Enyhébb mérgezésnél az idegrendszerre a nikotinmérgezéshez hasonlóan hatva idegességet, hányingert, depressziót, mozgászavarokat, súlyosabbnál a végtagok átmeneti bénulását, szívritmuszavart, bradycardiát, vagy akár fulladásos halált is okozhat. Diploid kromoszómaszáma 2n=48.

## Változatok
Öt változat különíthető el:
- Lupinus polyphyllus var. burkei – Északnyugat-USA belső részei
- Lupinus polyphyllus var. humicola – Észak-Amerika nyugati, belső részei
- Lupinus polyphyllus var. pallidipes – Nyugat-Oregon és Washington (Willamette Valley)
- Lupinus polyphyllus var. polyphyllus – Észak-Amerika nyugati partvidéki részei
- Lupinus polyphyllus var. prunophilus – Észak-Amerika nyugati, belső részei

## Termesztés, felhasználás

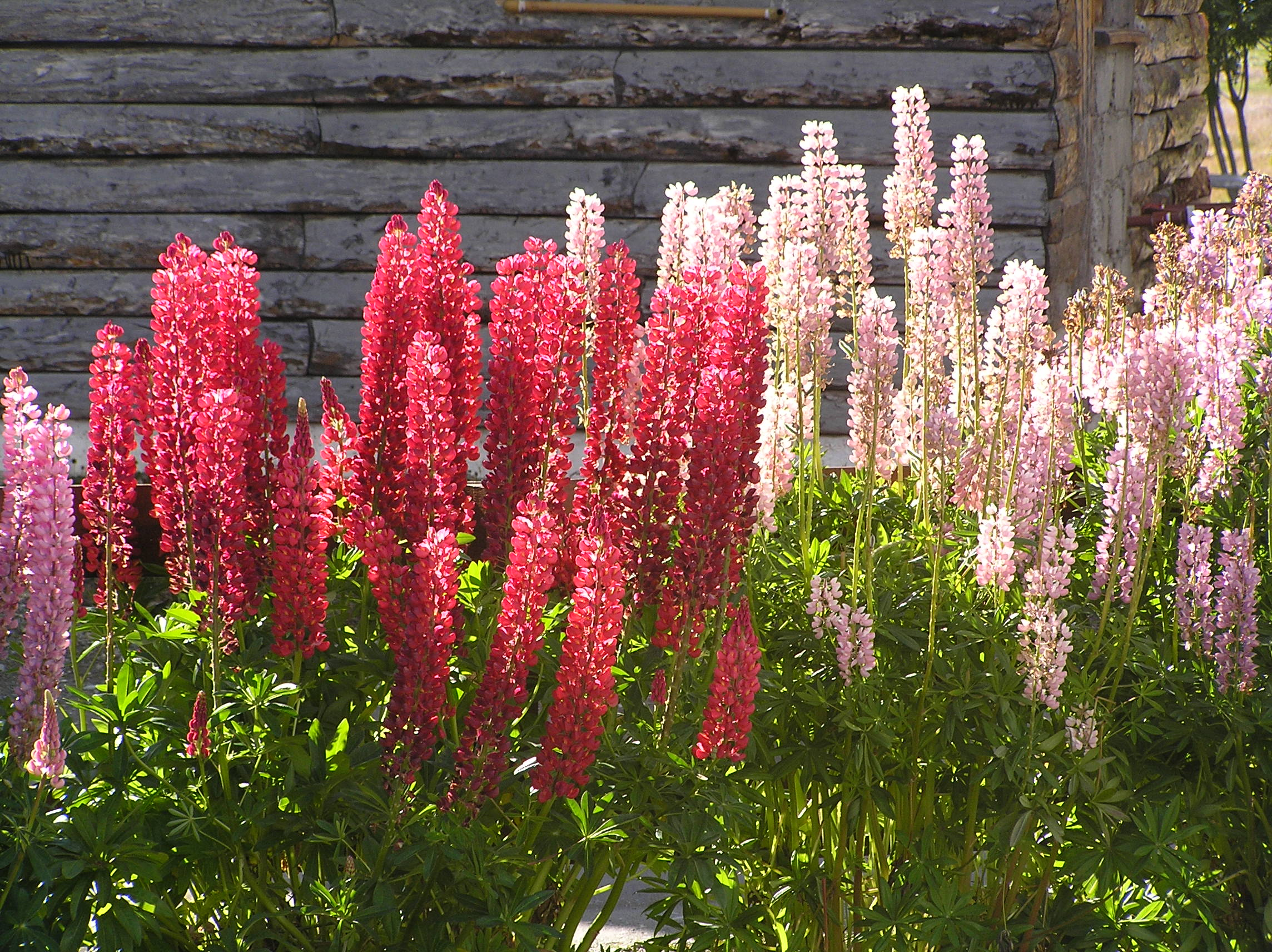
Az erdei csillagfürt dísznövényként

Mutatós virágai miatt kertek gyakori díszei; számos termesztett fajta létezik, köztük vörös, rózsaszín, fehér, sárga, kék, illetve szirmonként más-más színű virágúak. Gyakran a L. polyphyllus és a  L. arboreus hibridjét termesztik. Igen ellenállóak, könnyen inváziós fajjá válhatnak, a kertből kikerülve nehéz megszabadulni tőlük.
Alacsony alkaloidtartalmú („édes”) fajtáit takarmányként is termesztik, ekkor a keresztezésnél gondot kell rá fordítani, hogy elkerüljék a későbbi keresztbeporzás után az alkaloid szintézisének visszatérését. Édes csillagfürtöt termesztenek Északnyugat-Oroszországban és Finnországban is.

## Inváziós fajként

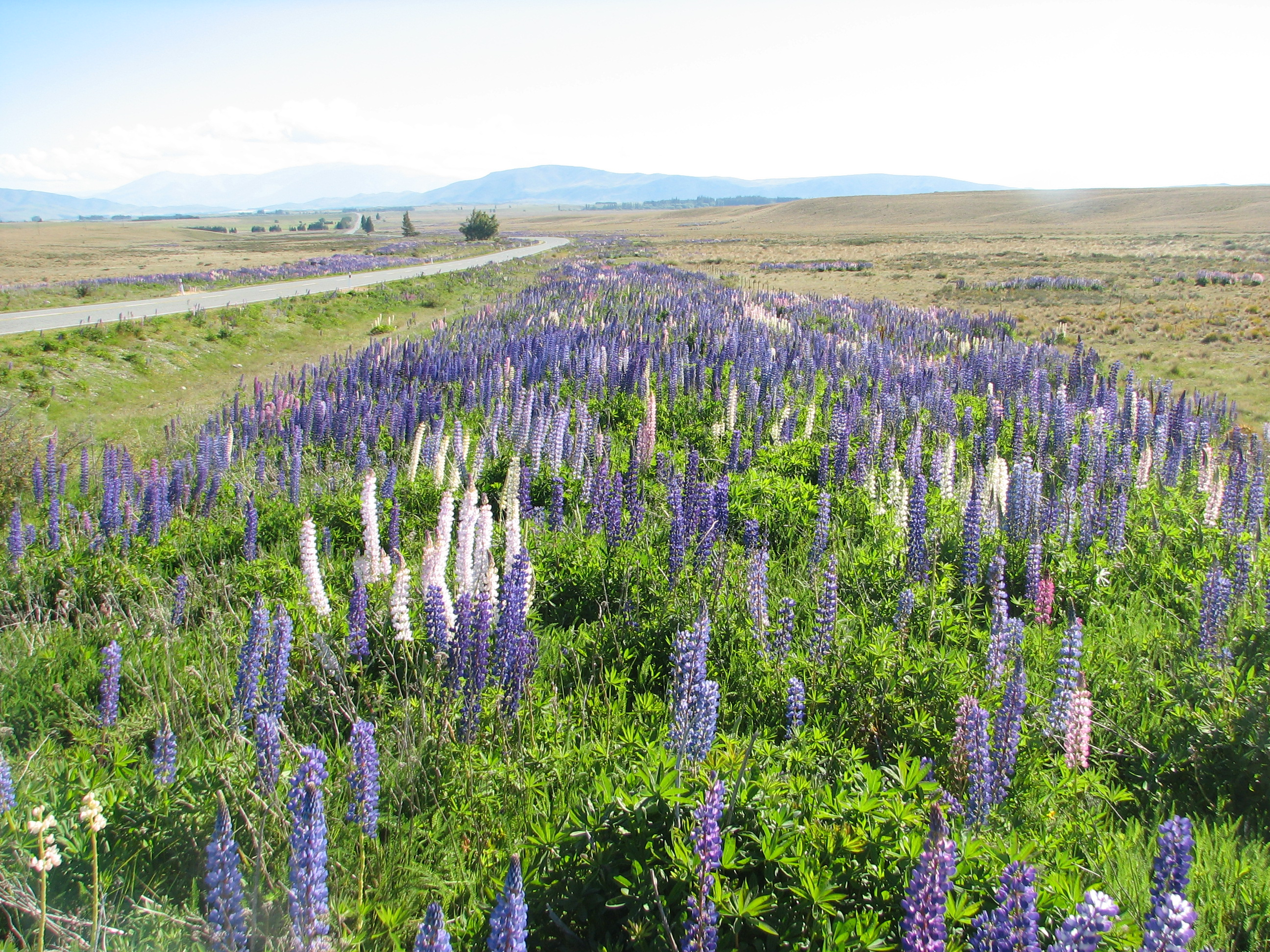
Új-Zélandon, egy canterburyi út mentén virágzó Russell-csillagfürtök

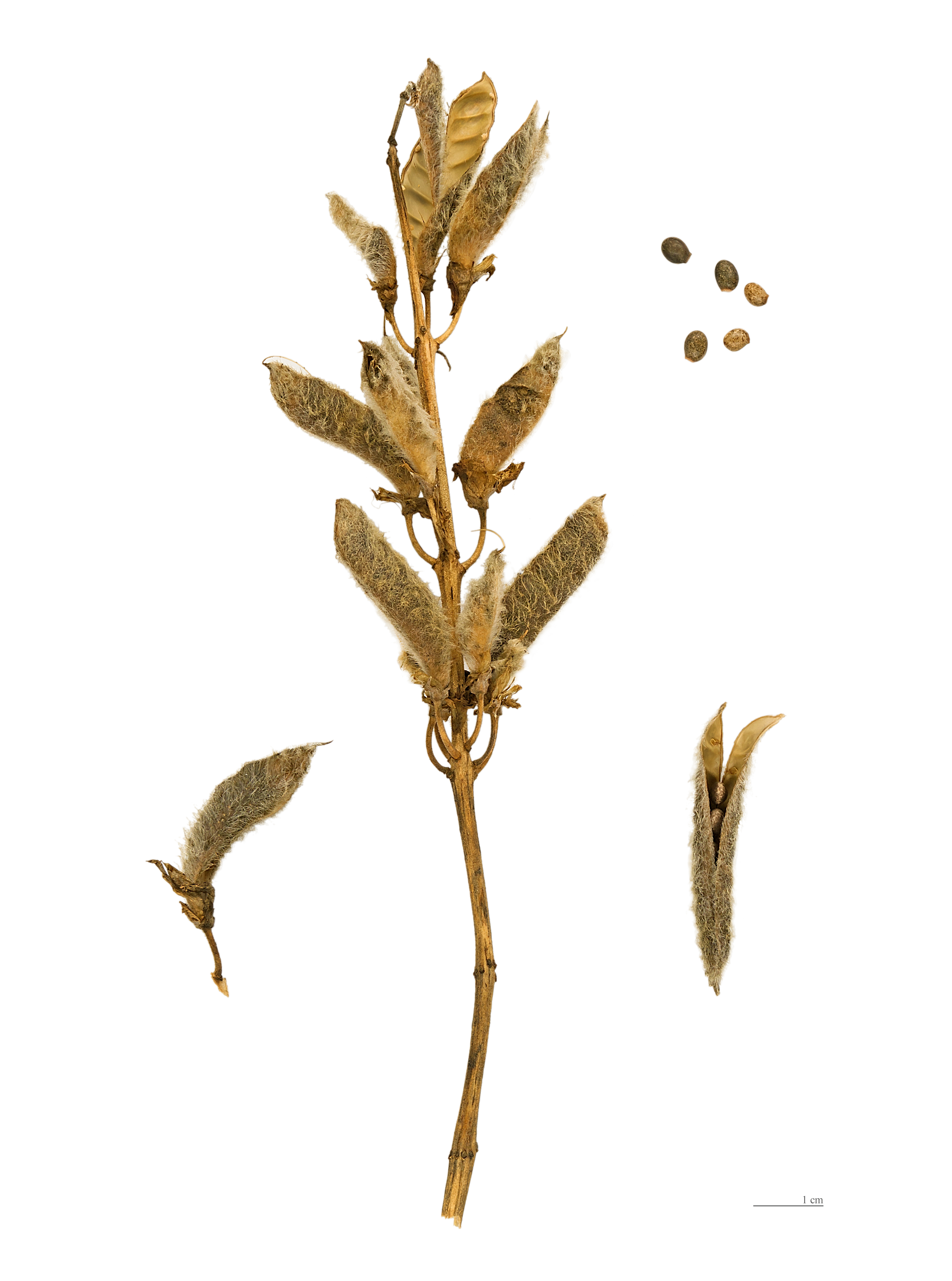
Lupinus polyphyllus

Új-Zélandon, ahol Russell-csillagfürt néven ismeretes, a Lupinus polyphyllus-t adventív fajként tartják nyilván és hatalmas területeken megtalálható utak mentén, legelőkön és folyópartokon, főleg a Canterbury régióban. Megjelenését először 1958-ban dokumentálták; egyes feltevések szerint a turistabuszok vezetői szándékosan terjesztették a magjait, hogy „feldobják” a turisták által sivárnak vélt területeket.
Az őshonos fajokat különösen a Déli-sziget elfajult mederágyaiban veszélyezteti.

## Fordítás
- Ez a szócikk részben vagy egészben a Lupinus polyphyllus című angol Wikipédia-szócikk ezen változatának fordításán alapul.  Az eredeti cikk szerkesztőit annak laptörténete sorolja fel. Ez a jelzés csupán a megfogalmazás eredetét és a szerzői jogokat jelzi, nem szolgál a cikkben szereplő információk forrásmegjelöléseként.